# Alpski dvornik
Alpski dvornik (planinski dvornik, lat. Koenigia alpina, sin. Polygonum alpinum), biljna vrsta iz porodice dvornikovki. Alpski dvornik nekada je pripisivan rodu dvornika (Polygonum), pa mu je odatle i ostalo ime, a danas u rod Koenigia.
Raširena je po Europi (uključujući i Hrvatsku) i Aziji.

## Sinonimi
- Aconogonon alpinum (All.) Schur
- Aconogonon alpinum var. elephantinum Stepanov
- Aconogonon diffusum (Willd. ex Spreng.) N.N. Tzvel.
- Aconogonon dshawachischwilii (Charkev.) Holub
- Aconogonon dshawachischwilii (Charkev.) Sojak
- Aconogonon jeholense (Kitagawa) Hara
- Aconogonon polymorphum Nakai
- Gononcus undulatus (Murr.) Raf.
- Persicaria alpina (All.) H. Gross
- Persicaria dshawachischwilii (Kharkev.) Cubey
- Pleuropteropyrum alpinum (All.) Kitag.
- Pleuropteropyrum japonicum (Maxim.) Nakai
- Pleuropteropyrum jeholense Kitagawa
- Pleuropteropyrum undulatum (Murr.) A. Löve & D. Löve
- Polygonum acidum Pall.
- Polygonum alpinum All.
- Polygonum ciliatum Willd. ex Spreng.
- Polygonum diffusum Willd. ex Spreng.
- Polygonum divaricatum Vill.
- Polygonum dshawachischwilii Charkev.
- Polygonum jeholense (Kitag.) Baranov & Skvortsov ex S.X. Li & Y.L. Chang
- Polygonum latifolium Kotschy ex Boiss.
- Polygonum ochreatum Willd. ex Meisn.
- Polygonum polymorphum Ledeb.
- Polygonum polymorphum var. japonicum Maxim.
- Polygonum polymorphum var. lapathifolium Maxim.
- Polygonum sibiricum L. fil.
- Polygonum undulatum Murr.
- Polygonum weyrichii var. alpinum (All.) Maxim. ex Franch. & Sav.